# Pârâul Borcuța
Pârâul Borcuța este o arie protejată de interes național ce corespunde categoriei a IV-a IUCN (rezervație naturală de tip acvatic) situată în Județul Neamț, pe teritoriul administrativ al comunei Borca. 

## Localizare
Aria naturală se află în partea nord-estică a Munților Bistriței la limita vestică a județului Neamț cu județele Suceava și Harghita, în amonte de confluența pârâului Borcuța cu râul Borca, la o altitudine de 1600 de m în imediata apropiere a rezervației faunistice Borca.

## Descriere
Rezervația naturală cu o suprafață de 1,20 hectare a fost declarată arie protejată prin Legea nr.5 din 6 martie 2000 (privind aprobarea Planului de amenajare a teritoriului național - Secțiunea a III-a - zone protejate) și reprezintă o zonă montană (albia și versanții pârâului Borcuța) de interes acvatic.